# Pignone
Pignone est une commune italienne de la province de La Spezia, dans la région Ligurie.

## Histoire
Il est possible qu'une des nombreuses familles « Pignone » ait donné son nom à cette commune. Il y a désormais environ 550 familles portant le nom de Pignone en Italie.

## Administration
| Période                                  | Période  | Identité        | Étiquette       | Qualité |
| ---------------------------------------- | -------- | --------------- | --------------- | ------- |
| 14 juin 2004                             | En cours | Silvano Zaccone | Centro-Sinistra |         |
| Les données manquantes sont à compléter. |          |                 |                 |         |

### Hameaux
Casale, Villa, Catornola.

### Communes limitrophes
Beverino, Borghetto di Vara, Levanto, Monterosso al Mare, Vernazza.

### Évolution démographique
Habitants recensés